# Chatmoss
Chatmoss és una concentració de població designada pel cens dels Estats Units a l'estat de Virgínia. Segons el cens del 2000 tenia 1.742 habitants.

## Demografia
Segons el cens del 2000, Chatmoss tenia 1.742 habitants, 678 habitatges, i 549 famílies. La densitat de població era de 125,7 habitants per km².
Dels 678 habitatges en un 32,3% hi vivien nens de menys de 18 anys, en un 72,6% hi vivien parelles casades, en un 5,8% dones solteres, i en un 18,9% no eren unitats familiars. En el 17,1% dels habitatges hi vivien persones soles el 7,1% de les quals corresponia a persones de 65 anys o més que vivien soles. El nombre mitjà de persones vivint en cada habitatge era de 2,57 i el nombre mitjà de persones que vivien en cada família era de 2,88.
Per edats la població es repartia de la següent manera: un 22,8% tenia menys de 18 anys, un 5,3% entre 18 i 24, un 25% entre 25 i 44, un 33,6% de 45 a 60 i un 13,3% 65 anys o més.
L'edat mediana era de 43 anys. Per cada 100 dones de 18 o més anys hi havia 93,8 homes.
La renda mediana per habitatge era de 58.929 $ i la renda mediana per família de 67.431 $. Els homes tenien una renda mediana de 46.146 $ mentre que les dones 27.031 $. La renda per capita de la població era de 36.777 $. Entorn del 2,3% de les famílies i el 2,3% de la població estaven per davall del llindar de pobresa.

## Poblacions més properes
El següent diagrama mostra les poblacions més properes.